# 乳清苷-5'-磷酸
乳清苷-5'-磷酸（英語：Orotidine 5'-monophosphate），又叫单磷酸乳清苷（英語：Orotidine monophosphate，缩写OMP）或叫乳清苷酸（英語：orotidylic acid）是一种嘧啶类核苷酸，是單磷酸尿苷合成代谢的中间产物。乳清酸磷酸核糖转移酶磷酸核糖焦磷酸上的磷酸核糖基团转移到乳清酸上生成OMP。
在人类代谢中，UMP合酶是一种双功能酶，既负责将乳清酸转化为OMP，也将OMP脱羧转化为尿苷-5'-磷酸，如果UMP合酶缺失，会造成乳清酸尿症。